# Immigration polonaise dans le bassin minier du Nord-Pas-de-Calais
L'immigration polonaise dans le bassin minier du Nord-Pas-de-Calais s'est effectuée avant et surtout après la Première Guerre mondiale. Elle eut lieu principalement dans la seconde partie des années 1920, quand les mines, noyées en octobre et novembre 1918 par les Allemands, à la fin de la guerre, furent de nouveau utilisables. La moitié des immigrés polonais étaient d'abord passés par l'Allemagne avec le statut de mineurs westphaliens. 
Plusieurs milliers furent renvoyés chez eux dans les cinq années qui ont suivi le krach de 1929, parfois pour fait de grève. Un certain nombre d'entre eux fut tué dans les Brigades Internationales, au cours de la Guerre d'Espagne puis dans la Résistance, en particulier au moment de la Grève patriotique des cent mille mineurs du Nord-Pas-de-Calais en mai-juin 1941. 
Par la suite, entre 1945 et 1949, au moment de la problématique de la bataille du charbon pour combattre les pénuries d'électricité dans plusieurs pays, environ 62 000 Polonais de France sont revenus en Pologne via une « reemigracja » d'abord spontanée puis organisée, parmi lesquels 5 000 mineurs du Nord-Pas-de-Calais, dont de nombreux communistes qui souhaitaient reconstruire leur pays, malgré ou à cause, de l'arrivée au pouvoir du gouvernement socialiste mis en place par l'Union soviétique, dès septembre 1944.

## Avant la Première Guerre mondiale

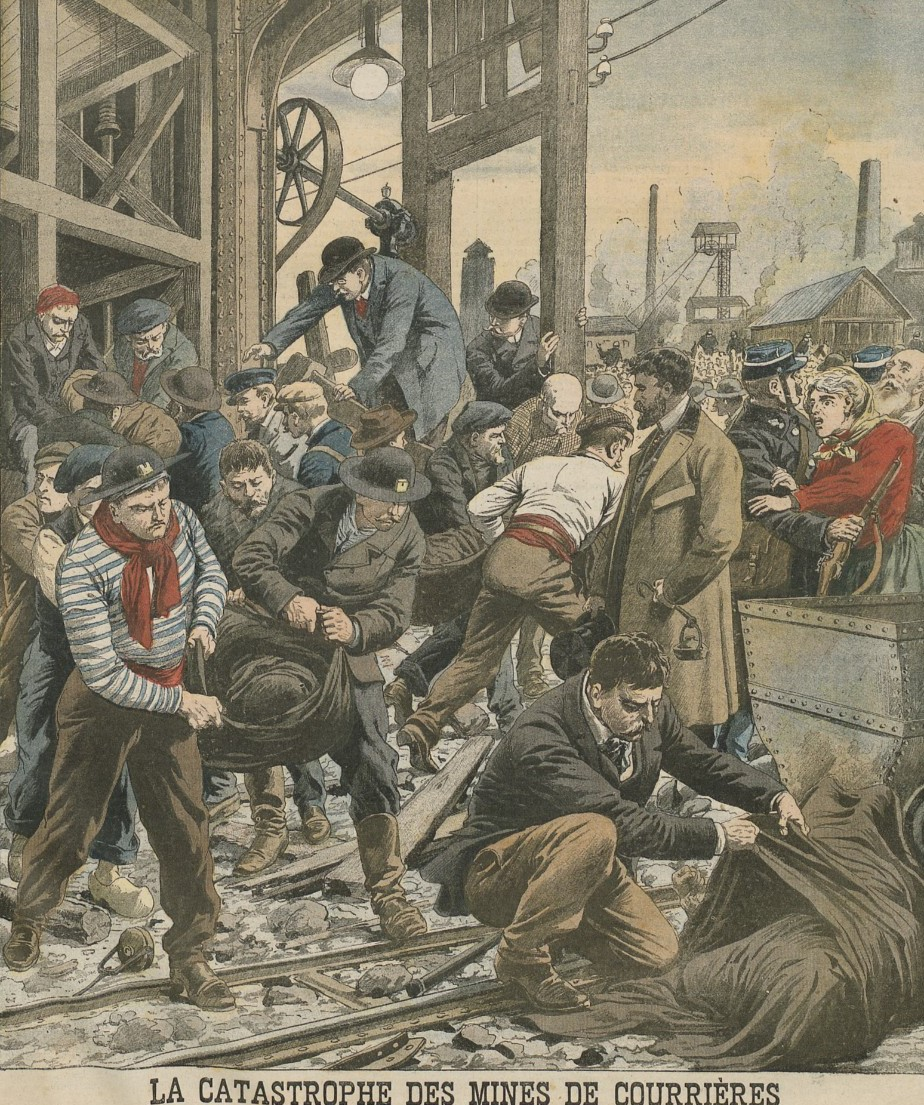
La catastrophe de Courrières illustrée par Le Petit Journal.

### Les conséquences de la catastrophe de Courrières
Entre 1900 et 1913, les mines de Lorraine sont allemandes depuis 1871 et l'annexion de la région par l'Empire allemand et seuls un tiers des mineurs français sont encore logés dans les corons car la main d’œuvre vient de Belgique pour le département du Nord, des villages voisins pour le Pas-de-Calais.
La production française de charbon a progressé d'un quart au cours de la première décennie du siècle passant de 33 à 40 millions de tonnes. La productivité est encore faible : seulement une tonne par homme et par jour en 1913, mais l'expansion de l'énergie électrique créé une forte demande, que les compagnies sont anxieuses de rentabiliser. En 1906, la terrible catastrophe de Courrières tue près de 1 100 mineurs de la Cie de Courrières, la première compagnie française. Elle recrute d'abord 900 mineurs en Kabylie puis les premiers Polonais en 1909 et 1910.

### L'apprentissage du marteau-piqueur en Allemagne
Les Polonais arrivés tout d'abord à la Cie de Courrières sont appelés mineurs westphaliens, car  ils sont arrivés de la Ruhr allemande, où ils ont appris à manier le marteau-piqueur. Parmi eux,  se trouve le leader syndical Thomas Olszanski. Sur recommandation du prince polonais Witold Czartoryski, actionnaire de la Compagnie des mines d'Anzin, celle-ci recrute aussi 620 westphaliens. Des mineurs westphaliens, qui donnent satisfaction, sont recrutés aussi à Barlin, Lallaing, Guesnain et Wallers par la Cie de Nœux, et la Cie d'Aniche. Au début de l'année 1913, des familles polonaises s'installent à Méricourt, dans les vieilles cités appelées « Méricourt-Coron », selon le témoignage d'un mineur polonais de l'époque.

## Première Guerre mondiale
En janvier 1915, au début de la Première Guerre mondiale, les compagnies décident la dissémination d'une partie des « Westphaliens » vers le Massif central, à Cransac en Aveyron, Roche-la-Molière et Saint-Étienne, dans la Loire, Alais dans le Gard. Dans un contexte de patriotisme exacerbé, il s’agit de se prémunir contre la méfiance suscitée par leur long séjour en Allemagne, où plusieurs sont même nés. Environ 80 d’entre eux arrivent ainsi à Cransac dans l'Aveyron, parmi lesquels Thomas Olszanski, de la Cie de Courrières.

## Après la Première Guerre mondiale

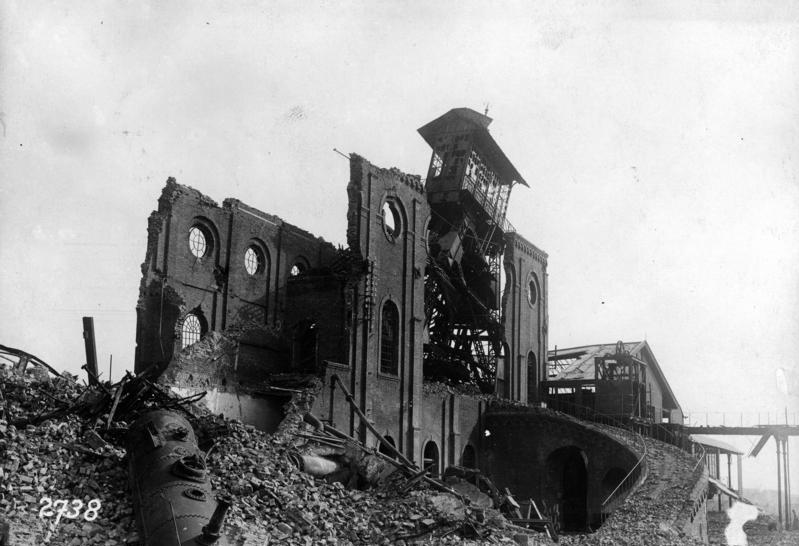
La fosse no 4 des mines de Lens en 1918. Vaincus à Vimy, les Allemands ont causé des dommages dans la plupart des compagnies minières.

Sur l'ensemble du territoire, environ deux-tiers des Polonais recrutés comme ouvriers agricoles gagnèrent l'industrie dès qu'ils le purent, car la demande de main-d’œuvre y était très forte, en raison d'une croissance française qui s'accélère à partir de 1924.

### Insurrection de Silésie et mineurs qualifiés
Sous pression des Alliés, l'Allemagne avait donné à partir de 1919 aux Westphaliens d’origine polonaise la possibilité d'opter pour la nationalité polonaise, ce qui leur permet de revenir en Pologne. La tendance au XIXe siècle était de « germaniser », atténuée de la part de l'Empire allemand à partir de 1887. Les « Westphaliens » qui retournent au pays, dont le nombre est mal connu, découvrent un chômage très élevé et l'écrasement de l'insurrection de Silésie par 21 000 soldats de la Reichswehr à l’été 1919.
Confrontés aussi aux prémices de la Guerre soviéto-polonaise, ils préfèrent souvent repartir, mais vers la France, qui a entrepris de les séduire, via Myslowice puis Toul, où Paris a été créé un bureau d’immigration, plutôt que de revenir en Allemagne, où la situation sociale est très tendue et qui va déboucher en mars 1920 sur le Soulèvement de la Ruhr.
Dès la fin 1919, le ministère français du Travail avait ouvert une « Mission française de la Main d'œuvre » à Varsovie, qui organise le 14 décembre 1919 le premier convoi venu de Pologne vers la France. Elle doit rapidement déménager à Czestochowa, sur fond de Guerre soviéto-polonaise, qui débute en 14 février 1920 par un premier conflit près de Biaroza, en Biélorussie. 
Les employeurs tentent d'éviter ceux qui viennent du bassin minier de Dąbrowa Górnicza, en Voïvodie de Silésie, où de nombreuses grèves avaient accompagné la tentative de révolution russe de 1905. Mais la pénurie de main d'œuvre obligera à embaucher quand même beaucoup à partir de 1923, d'autant qu'ils ont des références professionnelles. Des critères de compétence sont institués. À Myslowice, dans la banlieue de Katowice, en Silésie, les candidats ne sont retenus que s’ils ont deux ans d’expérience du fond, dont huit mois d’abattage du charbon.

### Soulèvements spartakistes en Allemagne
Les compagnies minières françaises accentuent leurs efforts pour recruter plutôt en Allemagne, pays vaincu par le conflit mondial, où l’activité minière est de toute façon rendue difficile par les affrontements dans la Ruhr, qui causent 2 400 morts, en plus de 35 600 assassinats politiques. En réaction, à partir du 6 avril, la France occupe temporairement Francfort et Darmstadt. En mars 1921, c’est Duisbourg et Dusseldorf qui sont occupées, en vertu d’une décision des Alliés. En mars 1922, le comité des houillères ouvre un bureau à Duisbourg, dans la Ruhr et c'est à l'été 1922 que le plus grand nombre de mineurs polonais arrivent dans le Pas-de-Calais.
Le 11 janvier 1923 débute l'Occupation de la Ruhr dans son entier, qui est très mal accueillie par les Allemands. Elle déclenche des manifestations et même le blocage de trains transportant les mineurs polonais en France, ce qui oblige à entreprendre de longs voyages vers Boulogne-sur-Mer et Dunkerque, en bateau, par la mer Baltique et la mer du Nord. Les recruteurs ouvrent alors un bureau à Wejherowo, sur la Baltique, près de Gdynia pour des liaisons vers Dunkerque et Le Havre. Les tensions sociales contre le départ des Polonais amènent le gouvernement allemand à s'élever contre les transferts de main-d’œuvre puis à obtenir le 25 août 1925 la fin de l’Occupation de la Ruhr. Dès 1924, les Français ont préféré temporiser et se tourner à nouveau directement vers la Pologne.
Entretemps, la situation s’est stabilisée en Pologne où la Guerre soviéto-polonaise s’est terminée par un armistice, entré en vigueur le 18 octobre 1921. Pour éviter de renouer avec la faible efficacité des opérations de recrutement de 1920, Henri de Peyerimhoff de Fontenelle crée cette fois la Société générale d’immigration, en 1924. Il l’héberge à Paris dans les locaux du comité des houillères. C’est une société par action, au capital partagé entre les compagnies, sur le modèle de « Société civile de dénoyage des houillères » de 1919. Pour chaque recrutement, l'employeur lui verse une commission. Depuis, les mines de charbon du nord de la France se sont progressivement vidées de l'eau qui avait noyé la plupart des galeries pendant la guerre, puis ont été remises en fonctionnement. Les contraintes de productivité ne sont plus aussi fortes qu’en 1919, le besoin de mineurs très compétents moins aigu. Le recrutement se diversifie, les compagnies faisant appel à autant de Français que de Polonais.

### Une implantation dessinée par les destructions de guerre
Bruay-en-Artois fut appelée « capitale polonaise » ou « Czestochowa » et les Polonais devinrent majoritaires, atteignant parfois jusqu'à 70 % de la population dans les localités de la partie ouest du Bassin minier: Sallaumines, Aniche, Ostricourt, Libercourt. 
Seule l'extrémité occidentale du bassin minier nordiste avait en effet échappé aux destructions occasionnées par l'occupation allemande. Pendant la guerre, les Allemands avaient noyé les puits de 80 % des compagnies. 
Les 20 % restant, à l'extrémité ouest du bassin minier régional, furent donc en première ligne pour l’effort de guerre, puis pour la reconstruction, car pomper l’eau dans les galeries inondées des autres mines prenait du temps et consommait de l'énergie, d'où la création dès 1919 d'une « Société civile de dénoyage des houillères », à laquelle l'État prête 250 millions de francs. 
La pénurie de charbon est vive, il faut reconstruire la France, les effectifs des charbonnages sont tombés à 56 000 ouvriers en 1918 contre 96 000 en 1913 et les mines elles-mêmes manquent d'énergie, qu'elles utilisent parcimonieusement, d'où la recherche de personnels très qualifiés.
La Cie de Bruay est la seule opérationnelle immédiatement. Elle avait extrait 4,5 millions de tonnes en 1917 contre deux millions en 1914, et affronte de nouveau une très forte contrainte de productivité. Elle parvient à recruter dès septembre 1920 des mineurs westphaliens habitués à l'usage du marteau-piqueur dans la Ruhr allemande : dans un premier temps, 80 viennent à Marles-les-Mines, et 14 à Bruay, les compagnies espérant qu'ils vont ensuite rapidement convaincre leurs compatriotes de la Ruhr de les suivre. 
Après la conférence gouvernementale franco-polonaise du 5 juin 1920, la Compagnie de Bruay bâtit pour eux 1 600 maisons en trois ans. Venus en famille, exigeants sur la qualité de l'habitat, ils créent une quarantaine d'associations à Bruay. À Marles-les-mines, 3 000 maisons ont été bâties par la Compagnie des mines de Marles pour accueillir des « Westphaliens ». À Lapugnoy, commune voisine, d'autres polonais sont arrivés de Pologne, sans famille ni mobilier, en bateau puis en train, par la gare de Chocques, pour être installés cette fois dans des baraquements. Certains sont repartis en raison de ces mauvaises conditions d'accueil, d'autres après une période d'essai d'un an.

### Des arrivées surtout au milieu des années 1920
Environ 800 Polonais sont arrivés en France, le 14 décembre 1919 par un premier convoi. Puis en mai 1922, c'est 2 500 familles. Mais c'est seulement vers 1923-1924 que les arrivées ont lieu, car la reconstruction des mines, après la guerre 1914-1918 a pris cinq ans. 
En 1931, environ 30 000 familles polonaises, soit 200 000 personnes vivent dans le bassin minier du Nord-Pas-de-Calais. Dans le département du Nord 60,4 % des immigrés polonais sont dans les mines, 90 % dans celui du Pas-de-Calais.
Le milieu des années 1920 a par ailleurs vu la généralisation des machines d'abattage minier lourdes (marteaux-piqueurs puis haveuses), sans rechercher la neutralisation des poussières générant une plus grande fréquence de la maladie de la silicose.
Les compagnies françaises ont globalement du mal à recruter en Pologne, même si en mars 1922 des Polonais seront rassemblés à Poznań pour aller à Sallaumines, où ils formeront 40 % de la population. 
| Années (Nord) | Effectif total de mineurs français | Effectif total de mineurs polonais | Production du bassin (millions de tonnes) |
| Décembre 1921 | 64 000 (83 %)                      | 3 600 (5 %)                        | 10,9                                      |
| Décembre 1923 | 67 000 (61 %)                      | 32 000 (29 %)                      | 15,2                                      |
| Décembre 1926 | 78 000 (60 %)                      | 42 000 (32 %)                      | 24                                        |

En tout, entre 100 000 et 130 000 mineurs westphaliens arrivent en France, familles incluses.

### Difficultés et intégration sociale
Le nombre de mineurs westphaliens d’origine polonaise est multiplié par cent dans la décennie qui suit la première Guerre mondiale, mais ils ne sont pas les seuls Polonais à s’installer dans le bassin minier du Nord-Pas-de-Calais. Les employeurs vont aussi en recruter directement en Pologne où une partie des « Westphaliens » sont revenus à partir de 1919 mais sans pouvoir trouver tout de suite du travail car les mines polonaises sont en mauvais état. Il y a aussi des jeunes mineurs sans expérience, venus de Poznań, à qui certains Français reprochent parfois de faire baisser les rendements d'équipe. 
Comme au début du siècle, ceux qui viennent d'Allemagne sont jalousés pour les postes obtenus grâce à leurs qualifications. À Sallaumines, entre 1921 et 1926, une trentaine de Polonais s'improvisent boulangers-bouchers-épiciers, et ils sont 36 dès 1931, puis 46 en 1936. À Bruay-en-Artois, une épouse de mineur polonais sur trois tient une boutique ou un débit de boisson. Les compagnies les font surveiller, afin de « suivre leur évolution politique et leur activité syndicale », car beaucoup ont pratiqué le syndicalisme dans la Rhur allemande, mais sans parvenir à les empêcher: malgré les jalousies, l'intégration se fait par les partis politiques et les syndicats.

### Les licenciements de la crise des années 1930
Le krach de 1929 déclenche la crise économique des années 1930. Dans un premier temps, entre 1930 et 1933, les mineurs polonais sont mis au chômage partiel, de 5 à 10 jours par mois selon les bassins miniers. 
C'est à partir de 1934 que les renvois s’accélèrent. Ils servent à intimider. Souvent, un billet d’expulsion était découvert par le mineur à la remonte, « ce fameux billet qui faisait peur à tout le monde », se souvient Jean Wroblewsky, ancien mineur et ancien maire de Marles-les-Mines. Au cours de la seule année 1934, les compagnies houillères affrèteront 17 trains spéciaux pour raccompagner leurs ouvriers polonais à la frontière belge. De 1933 à 1936, environ 20 000 Polonais, originaires de Poznań ou passés par la Ruhr, doivent quitter la France, dans des conditions très brutales: seulement 48 heures pour se préparer avec 30 kilos de bagages maximum. Beaucoup doivent abandonner tout dans les maisons : meubles, souvenirs et ne garder que l’essentiel.

### Les affaires Gierek-Olszanski
En 1932, le leader syndical Thomas Olszanski, naturalisé français depuis 1922, qui collabore à l'un des deux journaux syndicaux en polonais, Robotnik Polski (« l'Ouvrier Polonais ») est déchu de la citoyenneté française, dans le sillage de ses engagements et de ses prises de position pour la défense de la classe ouvrière, le jugement déclarant avoir été effectué : « étant donné que l'accusé, par son activité, a causé des torts à l'État français, ... ». 
Un comité de soutien à Thomas Olszanski est constitué par André Malraux, Paul Nizan, Henri Barbusse, Eugène Dabit, Paul Signac, Jean et André Lurçat, ou encore Georges Friedmann. 
Les recours en appel et cassation étant épuisés, il est renvoyé de France en 1934, au même moment qu'un autre syndicaliste polonais, Edward Gierek, qui deviendra plus tard Premier ministre de la Pologne. Revenu en 1937 en Belgique, ce dernier est retourné en Pologne en 1948, où il devint « l'homme fort » de la Silésie puis numéro un du Parti ouvrier unifié polonais (POUP), après les événements de la Baltique de décembre 1970, initiant des liens avec les États-Unis et l'Allemagne de l'Ouest, avant d'être évincé par le coup d'État de 1981 du général Jaruzelski instaurant l'état de siège pour mettre fin au rôle grandissant du syndicat Solidarność. Sa visite en France du 2 au 6 octobre 1972 est saluée par la presse,, alors qu'il y était toujours interdit de séjour, avec un interprète en tenue de mineur et les honneurs du président de la République française Georges Pompidou.

### Les réfugiés de la débâcle de 1939
Une nouvelle vague de réfugiés polonais, principalement des militaires, venus dans leur fuite de Hongrie, Roumanie et des Pays Baltes, afflua en France, pas seulement dans le Nord du pays, au moment de la défaite de septembre 1939 et formera en partie l'Armée polonaise dans la bataille de France. Sur un total de 34 000 Polonais réfugiés en France et en Grande-Bretagne jusqu'à la mi-juin 1939, environ 85 %, soit un total proche de 30 000 restèrent en France.
Un accord franco-polonais fut conclu le 9 septembre 1939 puis élargi: ce qui devait être une simple division militaire devint l'Armée polonaise en France. En juin 1940, lors de la défaite face aux Allemands, les Forces armées polonaises à l'ouest comptaient 84 461 hommes, dont plus de 75 000 en France. 
Un quart de ces soldats polonais (20 000 environ) ont réussi se replier en Grande-Bretagne avec le gouvernement polonais en exil à Londres. Les unités restées en France furent dissoutes et leurs combattants tentèrent, souvent sans succès, de passer par eux-mêmes à Londres.
Dès le début de la Résistance polonaise en France, moins fréquemment victime de la Gestapo car globalement plus expérimentée, deux tendances émergent : l'une liée au gouvernement polonais à Londres, l'autre aux organisations ouvrières, dont le Parti communiste français.
L'ambassade et les consulats polonais en France, d'abord évacués à Lisbonne, se chargent à leur retour d'en démobiliser une partie dans une vingtaine de « compagnies de travail » sous commandement polonais, principalement en « zone libre » du Sud de la France, supervisées par le général Franciszek Kleeberg, nommé chef des "Forces Armées Polonaises en France" par le général Ladislas Sikorski, ministre-président. Ce sont les groupements de travailleurs étrangers du régime de Vichy, créés par la loi du 27 septembre 1940, qui crée des camps d’internement et succédant aux compagnies de travailleurs étrangers, chargés de fournir une main-d’œuvre bon marché: gros œuvre, mines, grands travaux, agriculture et forestage mais qui fournissent en fait aussi une aide matérielle semi-légale aux soldats et réfugiés civils polonais.

## Seconde Guerre mondiale

### Les débuts de la guerre
Quand débute en juillet 1940 l'occupation allemande du bassin minier du Nord-Pas-de-Calais, les associations polonaises, politiques, culturelles, et religieuses, doivent suspendre leurs activités. 
Nombre de Polonais ont rejoint l'armée polonaise avant d'être fait prisonniers en Allemagne, et dès l'été 1940, les premières organisations clandestines de combat réunissant des Polonais se créent: les sections de langue polonaises du PCF, qui seront à compter de fin 1941 intégrées à la branche MOI (Main-d'Œuvre Immigrée) des Francs-tireurs et partisans. Elles subirent une dure répression. La plupart des arrestations parmi les résistants polonais furent effectuées par des policiers des Renseignements Généraux de la police française, qui avait espionné leur population dans les années d'avant- guerre.

### Grève de mai-juin 1941
Les mineurs polonais participent ensuite massivement à la grève patriotique des cent mille mineurs du Nord-Pas-de-Calais en mai-juin 1941, qui fut la plus grande grève de la guerre dans l’Europe occupée et la plus longue, car elle a duré du 27 mai au 10 juin 1941, dans toute la région Nord-Pas-de-Calais et son bassin minier. 
Les jeunes Polonais en forment l'ossature militaire et militante, car parmi les plus jeunes, beaucoup furent à l'origine à l'été 1940 des petits groupes armés de l'Organisation spéciale dans le département du Pas-de-Calais, souvent après avoir participé au Bataillon Dombrowski des Brigades internationales pendant la Guerre d'Espagne, contre le putsch des partisans du général Franco. Ils ont pour mission de protéger les mineurs chargés de diffuser le mot d'ordre de grève d'une mine à l'autre. Ce sont des résistants polonais de la région qui avaient organisé, près d'un an avant la grève, l'attaque des véhicules allemands de Vimy en septembre 1940.
Les militants polonais sont particulièrement victimes de la répression dans les camps où ils sont déportés. Dans le camp de concentration de Mauthausen, où ils sont les plus nombreux, leurs compatriotes ne les soutiennent pas car ils sont associés au front populaire, soupçonnés d'avoir contribué à la situation de la Pologne et au pacte-germano soviétique de 1939.

### Importation par les Allemands de prisonniers de guerre
À partir du début de l'été 1942, l'occupant allemand déporte plusieurs milliers de civils ukrainiens et de prisonniers de guerre soviétiques dans le Nord-Pas-de-Calais, car il vaut accroître la production de charbon, qui a continué à baisser. C'est dans ce but qu'émerge à Marles-les-Mines un camp de prisonniers de guerre au pied du terril du puits numéro 5. 
La connaissance des langues russe et française permit aux Polonais de faciliter les contacts entre ressortissants soviétiques et FTPF mais aussi leurs évasions. Début 1944, l’effectif total des « groupes de langue » polonais de la MOI était remonté à 1 370 membres puis environ 2500 en septembre 1944, selon des rapports écrits. Certains ont commandé des détachements plurinationaux comme la 35e Brigade des FTP-MOI, dirigée par dans le Sud-Ouest par Jan Gerhard et Marcel Langer.
C'est aussi pour répliquer à l'action résistante des Polonais que la propagande allemande a procédé à la création le 15 mars 1942 à Douai d'une association, la "Communauté culturelle des Allemands d’origine du Nord de la France", dirigée par un dénommé "Muller", de la Kreiskommandantur, qui comptera une majorité de mineurs d’origine polonaise, notamment les mineurs westphaliens qui ont travaillé dans la Ruhr et ceux originaires de Poznańie et de Silésie, allemandes avant que la Pologne n'obtienne son indépendance en novembre 1918. Elle enrôle aussi des Flamands, des Ukrainiens et des Tchécoslovaques. En septembre 1943, elle revendique 5 500 membres. Sa direction est confiée à un Allemand de la Kommandantur de Douai.

### Les opérations de 1943
Les Polonais de France sont ensuite appelés à faire écho à la fondation le 6 septembre 1941 dans le sud de la France, à la demande du Consul général Aleksander Kawałkowski,, d'une organisation dépendant du gouvernement polonais en exil à Londres, la POWN-W commandée par le colonel Daniel Zdrojewski, en lien à Londres avec le général Marian Kukiel et avec la Résistance française. En 1943, cette organisation de résistance revendique environ 4 000 membres.
À l'été 1943, les autorités polonaises de Londres décident, en lien avec les services secrets anglais, de lancer les principales opérations sous les noms de code de Monica (ou Monika) - Monique-bas (en zone libre) et Monique-haut (en zone occupée) puis de mettre au point un plan plus général de renseignement: c'est l'opération "Bardsea", confiée au Ministère de la Défense nationale polonais (MON). 
Le lieutenant-colonel Antoni Zdrojewski est parachuté en France pour diriger le réseau spécial "Monique-W", chargé de l'exécution de ce plan. L'opération fournit aux Alliés des données relatives à 120 rampes de lancement d'armes allemandes, en contribuant à en détruire 82. 
Mais le 20 mars 1944, le gouvernement polonais en exil émet une directive enjoignant à la POWN d'éviter « toute interférence avec la Résistance française et les mouvements communistes ». Malgré cela, le 29 mai 1944, Daniel Zdrojewski et Jacques Chaban-Delmas, s'entendent pour placer les unités combattantes sous le commandement tactique des Forces françaises de l'intérieur.

### Arrestations enjuin 1944
En juin 1944, de nombreuses arrestations, dans le sillage de celles faites dans le sud de la France et à Paris, frappent les résistants polonais dans le bassin minier du Nord-Pas-de-Calais. Parmi les arrêtés se trouve Jerzy Paczkowski, exécuté plus tard à Hambourg-Neuengamme. 
Les résistants polonais sont aussi actifs dans d'autres régions. Le groupe Mario, en Lorraine annexée par les Allemands, a été étudié par Pierre Schild. Selon lui, sur 900 membres actifs, 30 % ne sont pas Français, dont 1/3 de Polonais, presque tous compagnons de route ou militants du PCF. Dans la Loire, à Roche-la-Molière, la résistance s’organise avec l'aumônier Macla Kapok. Dans le sud-est du département, vers le Ponthieu, les mineurs polonais gagnent le maquis des Francs Tireurs et Partisans (FTP) où 23 résistants sont tués parmi lesquels la jeune Polonaise, Thérèse Polanski, 19 ans.

### Les combats de la Libération
À l'été 1944, quand les forces alliées ne sont plus très loin du bassin minier régional, les mineurs polonais participent en très grand nombre aux combats de libération, selon les rapports conservés aux archives. Ce se fait en partie via la création de la Milice patriotique polonaise, très active à Libercourt, Marles-les-Mines, Noeux-les-Mines et Montigny-en-Gohelle. Les Polonais sont très actifs en particulier à Bruay-en-Artois, où sept Polonais trouvent la mort. Ils ont tué 52 soldats allemands, brûlé deux tanks et pris environ 300 prisonniers, 4 canons, un émetteur radio, 200 fusils et fusils-mitrailleurs et 11 mitrailleusesmais perdent aussi au moins 19 hommes.
Des affrontements ont lieu aussi à La Clarence, Barlin, Hersin-Coupigny, Labourse, Courrières, Hénin-Liétard et Lens, sur la route Lens-Béthune, à Armentières, Calonne-Ricouart, et Hulluch. Dans la ville de Sallaumines, une unité polonaise poursuit les Allemands jusqu'à Hazebrouck. D'autres Polonais participent à la poursuite des Allemands jusqu'à la poche de Dunkerque, dans laquelle ces derniers resteront assiégés jusqu'en avril 1945. Ils participent en particulier à la première étape du blocage de ce port. 
Dans le département du Nord, ils participent aux batailles pour la libération de Lille et de Valenciennes. Plus au sud, ils contribuent fortement à la libération d'Auby, petite commune minière située près de Douai et y perdent six hommes, mais aussi de Waziers. Mettant en fuite une colonne allemande près de Bruay-Thiers, il libèrent une centaine de prisonniers marocains.
Les combats terminés, les Polonais, dirigés par les commandants Boleslaw Jelen et Boleslaw Maslankiewicz, secondés par le capitaine Jôzef Migos, forment dans la région des unités casernées à Seclin, Lewarde, Montigny-en-Ostrevent, Denain, Onnaing et Valenciennes, puis transférées aux casernes de Guesnain, Hérin et Seclin. L'administration militaire française (Intendance) refusa cependant de reconnaître le droit de ces soldats à la solde, au ravitaillement, à l'aide aux familles.
Ils rejoignent ensuite un "groupement polonais" de la 1re Armée française, à lui seul composé de 1 650 soldats, en tant que 29e Groupement d'Infanterie polonaise, sous les ordres du commandant Jan Gerhard, auprès du 201e RPNA, dans la région de Besançon, dans le Doubs.

## Retour au pays à l'après-guerre

### La migration en Silésie

#### Les accords franco-polonais
Dans les années qui suivent la Libération de la France, entre 1945 et 1949, environ 62 000 Polonais de France auraient regagné la mère-patrie, par le biais d'un « reemigracja » d'abord spontanée puis organisée, dont 5 000 mineurs du Nord-Pas-de-Calais, parmi lesquels de nombreux anciens résistants, pour répondre à l'appel de leur pays, qu'il fallait repeupler et reconstruire.
La plupart partent vers le bassin minier polonais de Silésie, où est produit le charbon dont a besoin la Pologne pour se reconstruire, car elle souffre de pénuries d'énergie et d'électricité, comme le reste de l'Europe. La "reemigracja" est organisé par les autorités communistes de Varsovie et fait émerger un conflit politique entre les partisans du nouveau gouvernement de la Pologne et des militants anticommunistes polonais en France.

#### Mémoire franco-polonaise
Les Polonais venus de France ont alors donné aux rues, remplaçant les noms allemands, ceux des résistants qu'ils ont côtoyés en France ayant combattu le nazisme, selon l'historien Jacques Kmieciak, spécialiste de cet aspect de l'histoire du pays. Parmi eux, le futur premier ministre polonais Edward Gierek, arrivé en 1926, dans le Bassin minier du Nord-Pas-de-Calais et animateur avec le syndicaliste Thomas Olszanski de la grande grève victorieuse d'août 1934 à la Compagnie des mines de l'Escarpelle, mais qui entraine l'expulsion de 77 syndicalistes. Des rues sont aussi nommées Broneslaw Kania, de Fouquières-les-Lens, guillotiné en 1943 par les nazis,, et Joseph Burczykowski, mort en déportation à Sachsenhausen, dont les 3 fils ont été fusillés par les nazis, ou encore Marcel Kolorz, membre de la direction du PCF qui avait animé de 1920 à 1922, les grèves de mineurs en Haute-Silésie. Il était ensuité tombé en 1938 à la bataille de l'Èbre, plus vaste des combats de la guerre d'Espagne, au sein d'une des brigades internationales, le Bataillon Dombrowski, nommé d'après l'officier polonais Jarosław Dombrowski qui participa à la Commune de Paris.

## Dimension culturelle

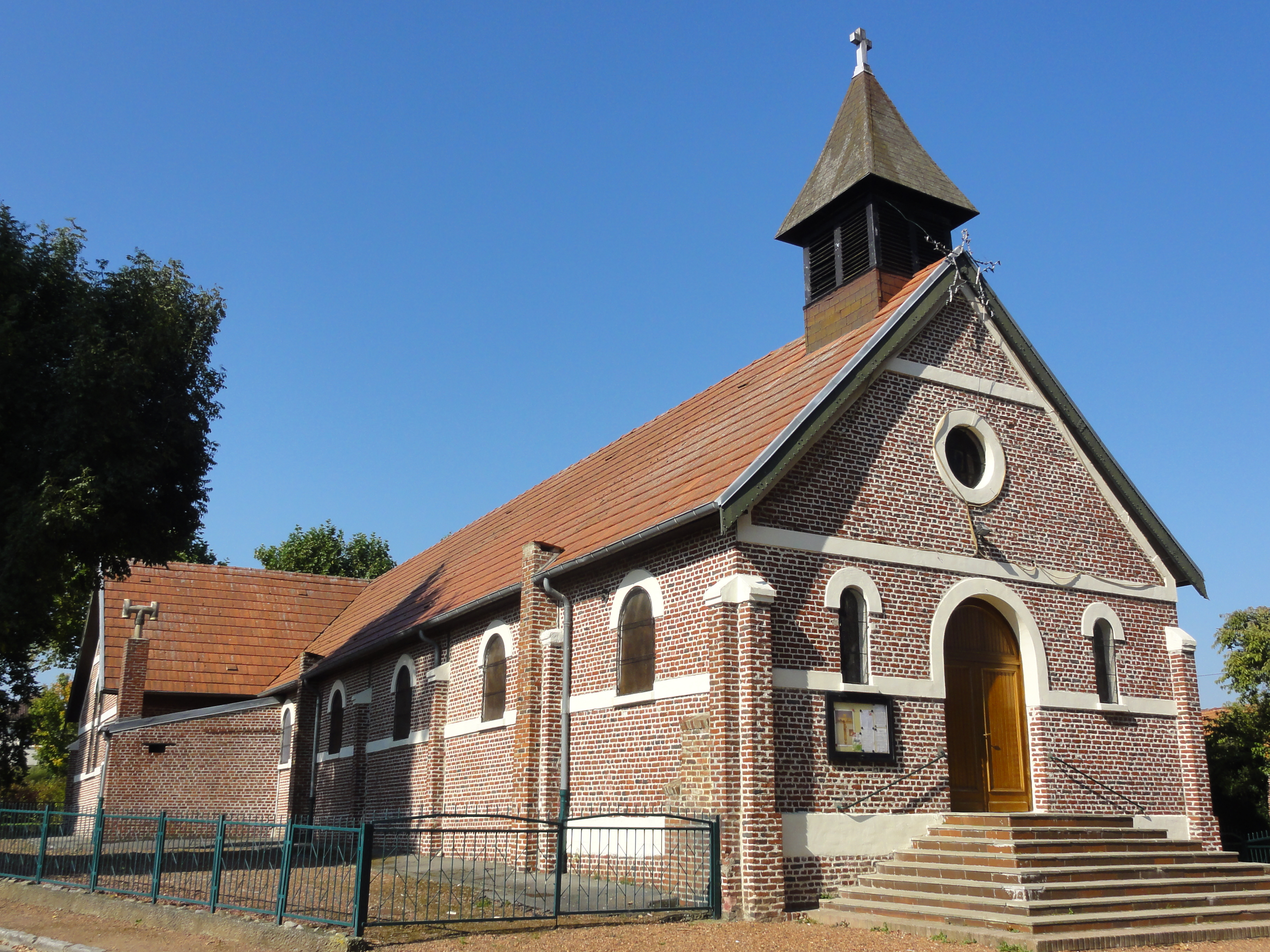
L'église Saint-Stanislas à Calonne-Ricouart, une église polonaise près de la fosse no 2 bis - 2 ter des mines de Marles.

L'immigration polonaise a fortement influencé les traditions minières et culturelles en France. Une « petite Pologne » voit le jour dans plusieurs cités minières. La proportion de Polonais atteint 70 % des habitants à Fouquières-lès-Lens, dans le secteur de la Compagnie des mines de Courrières, mais l'arrondissement de Béthune concentrait 90 % des 135 000 Polonais du Pas-de-Calais, qui accueille lui-même alors un tiers des 150 000 Polonais de France, familles incluses, proportion s'élevant à un tiers si l'on ajoute le département du Nord.

### Associations et religions
Les Polonais de Westphalie jouent un rôle important dans le syndicalisme et la vie associative, comme ils l'avaient fait en Allemagne dans les années 1890. Certaines associations créées en Westphalie ont été transférées en France avec parfois les mêmes personnes. L'instituteur et le curé venaient souvent avec les mineurs. Les compagnies minières encouragent la pratique religieuse, comme à Marles-les-Mines, où la Compagnie des mines de Marles participe à la construction d'une église. La religion catholique, qui avait été découragée en Allemagne, s'épanouit librement en France, dans toute sa dimension. De nombreuses associations du Rosaire voient ainsi le jour, de même que les sociétés de la Sainte-Barbe, de Saint-Adalbert, les Sokół, mouvement de jeunesse polonais créé en 1867, et les Strezelec (groupe sportif).

### Journaux
Les journaux de langue polonaise ont été affaiblis par le retour au pays de dizaines de milliers de Polonais après la seconde guerre mondiale, appelé reemigracja.
Les deux journaux de langue polonaise qui existaient dans la Ruhr déménagent en 1924 et tissent un lien entre Polonais, aussi bien ceux qui viennent d'Allemagne que ceux arrivés directement de Pologne. 
Le premier numéro de Wiarus Polski en France est publié le 1er juillet 1924 à Lille, imprimé par Le Grand Écho du Nord. Trois mois après, c'est son grand rival, plus à gauche, Narodowiec, qui déménage à Lens, en octobre 1924. 
Ces deux titres connaissent une croissance très rapide et réalisent une pénétration importante dans la population polonaise. En 1926-1928, Wiarus Polski tire à 10 000 exemplaires, mais il est nettement distancé par son rival de gauche, Narodowiec, qui tire à 15 000. Leur lectorat cumulé est estimé à 100 000 personnes.
Il existe aussi deux journaux édités par les syndicalistes polonais.
Ceux de la CGTU, menés par Thomas Olszanski, qui sera expulsé de France en 1934, publient Robotnik Polski. Du fait qu'il est souvent confisqué par les autorités, le journal est publié sous des noms différents, tels que Glos Pracy (« La Voix du Travail »). 
L'autre branche du mouvement syndical, la CGT, opère une riposte en faisant sortir le 26 janvier 1924 le premier numéro de Prawo Ludu, autre journal en polonais. 
À partir de 1936, le titre Robotnik Polski passe du statut d'hebdomadaire à celui de quotidien, rythme qu'il maintient pendant deux ans, jusqu'à la veille de la Seconde Guerre mondiale. Son nom était alors Dziennik Ludowy.
Pendant la seconde Guerre mondiale la presse en polonais est très active et clandestine avec de nombreux titres. Elle a joué un rôle dans la Grève patriotique des cent mille mineurs du Nord-Pas-de-Calais en mai-juin 1941
Dans le Pas-de-Calais fut publié à l'automne 1940 le premier numéro du journal clandestin en polonais, Nasz Głos (Notre voix), par des Groupes polonais du PCF, sous la rédaction du communiste Józef Spira,. Les rapports de la police allemande, attentive à tout ce qui se passait dans la région stratégique du bassin minier du Nord-Pas-de-Calais, firent immédiatement état de la diffusion de Nasz Głos parmi les Polonais locaux.
C'est avec des militants polonais de la zone minière qu'émerge dès l'été 1940 l'Organisation spéciale, groupe résistant d'abord spécifique à la région Nord-Pas-de-Calais.

### Syndicats
Un "Syndicat des ouvriers polonais" (ZRPF), arrivé avec des mineurs de Westphalie en 1924, compte déjà une centaine de sections et 10 000 adhérents en 1926.
Mais son existence en France sera de courte durée. La CGT syndique une grande partie des mineurs polonais. La CFTC, nouveau syndicat français d'orientation religieuse fondé en 1919 en région parisienne, compte cependant au début des années 1930 une quinzaine de sections polonaises dans le bassin minier du Nord-Pas-de-Calais.

## Chronologie
- années 1890 et années 1900 : émigration de Pologne vers l'Allemagne des mineurs westphaliens;
- 1907 : Catastrophe de Courrières causant 1 100 morts et un appel d'émigration étrangère;
- 1914 : l'immigration polonaise dans le bassin minier du Nord-Pas-de-Calais, dispersée vers d'autres régions de France pour prévenir la xénophobie;
- 1918 : des Polonais du bassin minier de Silésie participent à la révolte spartakiste;
- 1918 : seul un cinquième du bassin minier du Nord-Pas-de-Calais n'a pas été noyée par les Allemands en partant, des mineurs westphaliens sont appelés pour augmenter sa productivité;
- 1924 : fin du dénoyage des mines du Nord-Pas-de-Calais, afflux de main d'œuvre polonaise, recrutée en Pologne et Allemagne;
- 1934 : crise économique et grèves, des milliers de polonais du bassin minier du Nord-Pas-de-Calais renvoyés en Pologne;
- 1936 : des milliers de polonais du bassin minier du Nord-Pas-de-Calais s'engagent dans les brigades internationales, un tiers y décède;
- 1939 : les combattants des brigades internationales internés dans le sud de la France;
- 1939 : l'URSS et l'Allemagne hitlérienne envahissent la Pologne ;
- été 1940 : l'URSS négocie la libération d'une partie des combattants des brigades internationales[36];
- 1940 : premières actions des résistants polonais du bassin minier du Nord-Pas-de-Calais, parmi lesquels des combattants des brigades internationales échappés des camps du sud de la France;
- mars 1941 : des Polonais des camps du sud de la France ayant acquis la nationalité soviétique sont transférés en Union soviétique[36], d'autres en Afrique du Nord[36];
- 1942 : les résistants polonais du bassin minier du Nord-Pas-de-Calais qui ont survécu, en danger, sont transférés vers le sud de la France, à Paris et en Pologne;
- été 1945 : début de la reemigracja non-officielle;
- mai 1946 : premier train de la reemigracja officielle;

## Personnalités issues de l'immigration polonaise

### Politique et résistance
- le chef d'État Edward Gierek, futur premier secrétaire du Parti ouvrier unifié polonais, a travaillé dans l'agriculture en Haute-Saône et dans les mines de potasse d'Alsace, puis gagné le bassin minier du Nord-Pas-de-Calais. En 1926, il est mineur, à la Fosse n° 10 des mines de l'Escarpelle de Leforest,puis organisateur en août 1934 de la grève victorieuse, mais comme 77 autres syndicalistes, victime d'un décret d'expulsion[2] ;
- Thomas Olszanski, militant syndicaliste, qui écrivait dans Robotnik Polski, journal syndical polonais du bassin minier ;
- l'avocat Tadeusz Oppman, chef d'État-major du Bataillon Dombrowski, pendant la guerre d'Espagne, où combattent aussi Bronislaw Kania et Jan Rutkowski, leaders de la grande grève des mineurs de mai-juin 1941 ;
- Rudolf Larysz et Stefan Franciszczak, autres leaders de cette grève après avoir été résistants dès 1940[37] ;
- la Famille Burczykowski (résistants), dont les 3 fils, leaders résistants, sont tués par les Allemands ;
- Thomas Rabienga, leader CGT du bassin minier du Nord-Pas-de-Calais et un des résistants polonais en France durant la Seconde Guerre mondiale ;
- Szczepan Marcinkowsko "Remy", Wladyslaw Nikiel, Czarnecki, et Jôzef Krawetkowski, créant  en juillet 1940 le premier groupe polonais de résistants du PCF dans l'est du département du Nord[8].

### Sports
- le célèbre footballeur Raymond Kopaszewski, dont les grands-parents paternels étaient des mineurs venus de Pologne dès 1919 avec quatre enfants ;
- les footballeurs professionnels Simon Blaczyk, et Olivier Bogaczyk ;
- Robert Budzynski, défenseur central formé au RC Lens[38], sélectionné en équipe de France, avec laquelle il joue la Coupe du monde de football en 1966 et qui deviendra dirigeant du FC Nantes.
- Szczepan Marcinkowsko "Remy", Wladyslaw Nikiel, Czarnecki, et Jôzef Krawetkowski ont formé en juillet 1940 le premier groupe polonais de résistants du PCF dans l'est du département du Nord[8] ;